# Tambang (Pudak)
Tambang is een bestuurslaag in het regentschap Ponorogo van de provincie Oost-Java, Indonesië. Tambang telt 807 inwoners (volkstelling 2010).